# Freida Pinto
Freida Selena Pinto (sinh ngày 18 tháng 10 năm 1984) là một nữ diễn viên điện ảnh người Ấn Độ nhưng hoạt động chủ yếu trong các bộ phim điện ảnh của Mỹ và Anh. Cô sinh ra và lớn lên ở Mumbai và quyết tâm trở thành diễn viên từ khi còn trẻ. Khi còn là sinh viên của trường cao đắng St. Xavier, cô thường tham gia diễn xuất trong một số vở kịch.Sau khi tốt nghiệp, cô làm người mẫu trong vòng 4 năm và sau đó làm dẫn chương trình trong một thời gian ngắn.
Pinto bắt đầu nổi tiếng sau khi đóng vai nữ chính trong một bộ phim truyền hình của Anh năm 2008 Slumdog Millionaire. Đây cũng chính là bộ phim đầu tay của cô. Diễn xuất của cô được đón nhận nồng nhiệt từ các nhà phê bình và cô đã giành được giải thưởng diễn xuất đột phá tại Liên hoan phim quốc tế Palm Springs. Cô cũng nằm trong danh sách đề cử cho nhiều giải thưởng như: Giải Academy, giải British Academy, giải điện ảnh của MTV, và Giải Sự lựa chọn của Giới trẻ. Pinto sau đó cũng xuất hiện trong một số bộ phim điện ảnh của Anh và Mỹ như You Will Meet a Tall Dark Stranger (2010), Rise of the Planet of the Apes (2011), Immortals (2011), và Trishna (2011).
Mặc dù các phương tiện truyền thông Ấn Độ nhìn nhận Pinto là biết phá bỏ hình tượng khuôn mẫu của một người phụ nữ Ấn Độ trong một số bộ phim nước ngoài, nó đồng thời cũng chỉ trích Pinto diễn xuất vượt quá khuôn mẫu đối với một nữ diễn viên Ấn Độ. Bên cạnh sự nghiệp diễn xuất, cô cũng tham gia vào nhiều hoạt động từ thiện, điển hình là chiến dịch "Because I Am a Girl"

## Danh sách phim
| Upcoming series | Biểu thị bộ phim sắp được khởi quay |

| Năm  | Tiêu đề                            | Đạo diễn             | Vai diễn        | Ghi chú |
| ---- | ---------------------------------- | -------------------- | --------------- | --- |
| 2008 | Slumdog Millionaire                | Danny Boyle          | Latika          | Screen Actors Guild Award for Outstanding Performance by a Cast in a Motion Picture Palm Springs International Film Festival – Breakthrough Performance Award Nominated—Central Ohio Film Critics Association – Best Ensemble Nominated—BAFTA Award for Best Actress in a Supporting Role Nominated—Black Reel Awards of 2008 – Best Ensemble Nominated—MTV Movie Award for Best Female Breakthrough Performance Nominated—MTV Movie Award for Best Kiss (shared nomination with Dev Patel) Nominated—2009 Teen Choice Awards – Choice Movie Actress: Drama Nominated—2009 Teen Choice Awards – Choice Movie Fresh Face: Female Nominated—2009 Teen Choice Awards – Choice Movie: Liplock (shared nomination with Dev Patel) |
| 2010 | You Will Meet a Tall Dark Stranger | Woody Allen          | Dia             | |
| 2010 | Miral                              | Julian Schnabel      | Miral           | |
| 2011 | Rise of the Planet of the Apes     | Rupert Wyatt         | Caroline Aranha | |
| 2011 | Trishna                            | Michael Winterbottom | Trishna         | |
| 2011 | Day of the Falcon                  | Jean-Jacques Annaud  | Princess Leyla  | |
| 2011 | Immortals                          | Tarsem Singh         | Phaedra         | |
| 2013 | Girl Rising                        | Richard E. Robbins   | Narrator        | Documentary |
| 2014 | Desert Dancer                      | Richard Raymond      | Elaheh          | |
| 2015 | Knight of Cups                     | Terrence Malick      | Helen           | |
| 2015 | Unity                              | Shaun Monson         | Narrator        | Documentary |
| 2015 | Blunt Force Trauma                 | Ken Sanzel           | Colt            | |
| 2015 | Yamasong: March of the Hollows     | Sam Koji Hale        | Không biết      | Voiceover Animated film Post-production |
| 2017 | Jungle Book: Origins               | Andy Serkis          | Không biết      | Filming |

### Xuất hiện trong video ca nhạc
| Năm  | Video ca nhạc | Nghệ sĩ    | Album              |
| ---- | ------------- | ---------- | ------------------ |
| 2013 | "Gorilla"     | Bruno Mars | Unorthodox Jukebox |

### Chương trình truyền hình
| Năm  | Chương trình truyền hình | Vai trò | Kênh trình chiếu               |
| ---- | ------------------------ | ------- | ------------------------------ |
| 2006 | Full Circle              | Host    | Zee International Asia Pacific |
| 2015 | The Mindy Project        | Herself | Hulu                           |